# 대한민국 상법 제517조
대한민국 상법 제517조는 주식회사의 해산사유에 대한 상법 회사법의 조문이다.

## 조문
제517조 (해산사유) 주식회사는 다음의 사유로 인하여 해산한다.

1. 제227조제1호, 제4호 내지 제6호에 정한 사유

1의2. 제530조의2의 규정에 의한 회사의 분할 또는 분할합병

2. 주주총회의 결의

第517條 (解散事由) 株式會社는 다음의 事由로 因하여 解散한다.

1. 第227條第1號, 第4號 乃至 第6號에 정한 事由

1의2. 第530條의2의 規定에 의한 會社의 分割 또는 分割合倂

2. 株主總會의 決議

## 주해
1. ↑  1. 존립기간의 만료 기타 정관으로 정한 사유의 발생
4. 합병
6. 법원의 명령 또는 판결